# Aloha (cráter)
Aloha es un cráter de impacto lunar diminuto localizado al noroeste de los Montes Agricola, en el Oceanus Procellarum. Está situado cerca del terminal débil de un rayo que cruza el mar por el sudoeste, originado en el cráter Glushko.

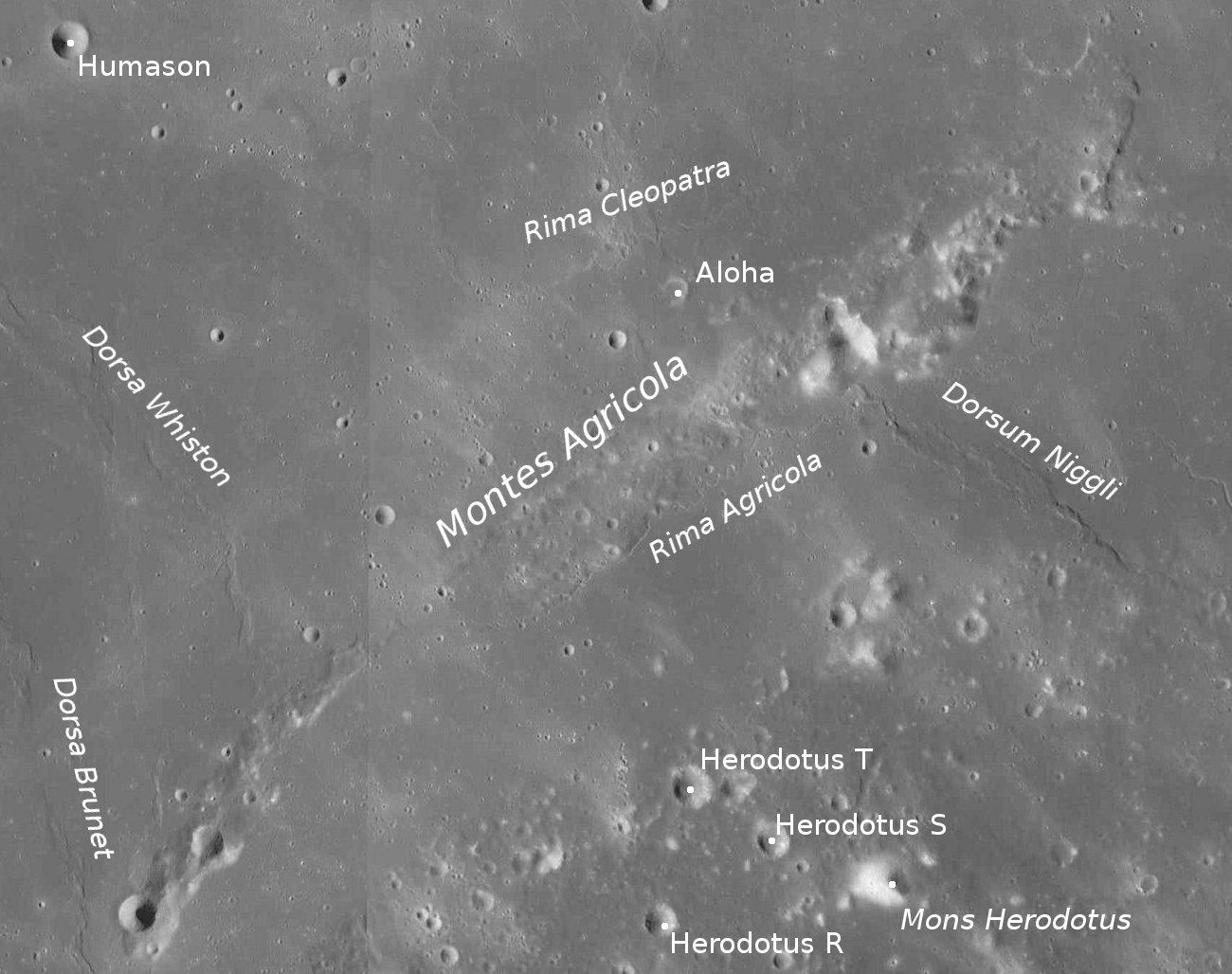
Aloha, en el centro de la mitad superior de la imagen.Fotografía de la misión Lunar Reconnaissance Orbiter